# Adolfo Scarselli
Pour les articles homonymes, voir Scarselli.
Adolfo Scarselli, né le 1er novembre 1866 à Florence, et mort en 1945 dans la même ville, est un peintre italien de genre.

## Biographie
Adolfo Scarselli est né le 1er novembre 1866 à Florence. Il réside à Florence. Il étudie pendant trois ans le design à la Professional School for Decorative Industrial Arts. Il reçoit une bourse pour étudier pendant trois ans à l'Académie des Beaux-Arts et obtient sa licence de l'Institut, en présence du professeur Giovanni Fattori. Il exécute des portraits d'individus particuliers. Il peint également de petites toiles avec vedute du Mercato Vecchio, dont il expose deux ans plus tard à la Promotrice. Il expose à l'Exposition des Beaux-Arts de Florence en 1887, des esquisses réalisées à partir de la vie réelle, certaines à l'huile et d'autres à l'aquarelle. Ensuite, en 1889, il expose à nouveau une grande toile de la vue nostalgique du Mercato Vecchio de Florence. Le Mercato Vecchio, à la consternation de nombreux traditionalistes, est détruit pendant la rénovation urbaine (Risanamento) de 1885 à 1990 pour faire place à la Piazza della Repubblica. De telles actions suscite l'émotion des peintres romantiques désireux de préserver les édifices du passé. Il expose également à la Mostra de 1890-91 : Guardiana di uva ; Sull' Arno. Au Cercle d'artiste de Florence de 1891, dans une exposition de croquis des principaux artistes florentins de l'époque, il expose : Una scena del mercato vecchio ; et la peinture: Fra gli scambi: Savonarole refuse l'Absolution à Lorenzo il Magnifico; Trecciaiuola; Padule avanti la pioggia; et d'autres peintures. Adolfo Scarselli meurt en 1945 dans sa ville natale.